# Cezary Szadkowski
Cezary Szadkowski (ur. 5 lutego 1935, zm. 23 sierpnia 2012) – polski brydżysta, Arcymistrz Międzynarodowy.

## Wyniki brydżowe

### Rozgrywki krajowe
W rozgrywkach krajowych zdobywał następujące lokaty:
| Mistrzostwa Polski par | Mistrzostwa Polski par | Mistrzostwa Polski par | Mistrzostwa Polski par |
| Rok                    | Kategoria              | Partner                | Pozycja                |
| ---------------------- | ---------------------- | ---------------------- | ---------------------- |
| 1978                   | Open                   | Janusz Łunis           | 3                      |
| 1977                   | Open                   | Janusz Łunis           | 3                      |
| 1975                   | Open                   | Janusz Łunis           | 3                      |

| Drużynowe mistrzostwa Polski | Drużynowe mistrzostwa Polski | Drużynowe mistrzostwa Polski |
| Sezon                        | Drużyna                      | Pozycja                      |
| ---------------------------- | ---------------------------- | ---------------------------- |
| 1984/85                      | Budowlani Poznań             | 2                            |
| 1983/84                      | Budowlani Poznań             | 1                            |
| 1982/83                      | Budowlani Poznań             | 2                            |

### Rozgrywki europejskie
W europejskich zawodach zdobył następujące lokaty:
| Zawody europejskie. Konkurencja par | Zawody europejskie. Konkurencja par | Zawody europejskie. Konkurencja par | Zawody europejskie. Konkurencja par | Zawody europejskie. Konkurencja par | Zawody europejskie. Konkurencja par |
| Rok                                 | Miejsce                             | Zawody                              | Kategoria                           | Partner                             | Pozycja                             |
| ----------------------------------- | ----------------------------------- | ----------------------------------- | ----------------------------------- | ----------------------------------- | ----------------------------------- |
| 1976                                | Cannes                              | 1 Mistrzostwa Europy Par            | Open                                | Janusz Łunis                        | 3                                   |